# Warny (Litwa)
Warny (lit. Varnos) – wieś na Litwie, w okręgu uciańskim, w rejonie ignalińskim, w gminie Dukszty.
Inna nazwa miejscowości to Warnie.

## Historia
W czasach zaborów wieś leżała w granicach Imperium Rosyjskiego.
W dwudziestoleciu międzywojennym wieś leżała w Polsce, w województwie nowogródzkim (od 1926 w województwie wileńskim), w powiecie brasławskim (od 1926 w powiecie święciańskim), w gminie Dukszty.
Według Powszechnego Spisu Ludności z 1921 roku zamieszkiwało tu 56 osób, wszystkie były wyznania rzymskokatolickiego. Jednocześnie 1 mieszkaniec zadeklarował polską przynależność narodową a 55 litewską. Było tu 9 budynków mieszkalnych. W 1931 zamieszkiwało tu 48 osób w 9 budynkach.
Miejscowość należała do parafii rzymskokatolickiej w Duksztach. Podlegała pod Sąd Grodzki w Święcianach i Okręgowy w Wilnie; właściwy urząd pocztowy mieścił się w Duksztach.